# CS Metrom Brașov
Metrom Brașov a fost un club de tradiție de fotbal din Brașov, România fondat în 1937 și desființat în 2002 dupa unele probleme financiare. A jucat în total 20 de ani în divizia a doua a României de fotbal, Divizia B, și a fost în optimile de finală pentru Cupa României.

## Istorie

### Inceputul
Metrom Brasov a fost înființat in 1937 ca club sportiv al companiei romanesti de armament Metrom. În sezonul 1939/40 a jucat ca Astra Metrom Brașov pentru prima dată în a doua ligă românească de fotbal, Divizia B, dar s-a retras după prima jumătate a sezonului.

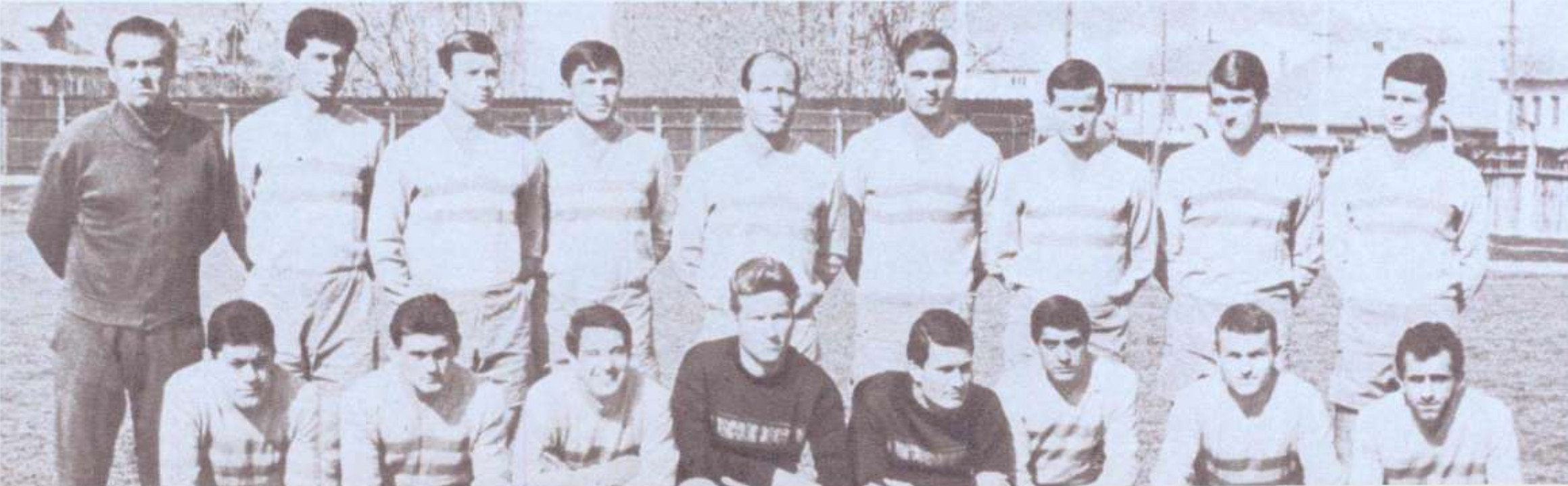
Echipa în 1967

Deoarece a treia ligă românească s-a jucat doar neregulat în anii 1940 și 1950, a fost nevoie de 23 de ani pentru ca Metrom să revină la operațiunile naționale în 1963. Încă din 1966, clubul a reușit să promoveze în Divizia B. Acolo a luptat să rămână sus în ligă încă de la început. Această întreprindere a avut succes patru ani la rând înainte ca clubul să fie retrogradat din nou în 1971. După renașterea directă, a reușit să finalizeze sezonul 1972/73 în sezonul 2, pe locul șase. După alte două poziții la mijlocul terenului, Metrom a trebuit să revină în Divizia C la sfârșitul sezonului 1975/76.
Resurgenta nu a succedat Metrom. Clubul a reușit să se plaseze în mijlocul terenului superior în anii următori, dar nu a reușit să joace împreună pentru a reveni în Divizia B. După zece ani, au retrogradat chiar în Divizia D regională. Trei ani mai târziu, Metrom a revenit impresionant în Divizia C în 1989, cu un loc al patrulea, iar în 1991 a urcat din nou în Divizia B. Acolo și-a asigurat locul patru în sezonul 3 la sfârșitul sezonului 1991/92, care a fost cel mai mare succes al clubului până în acel moment. În anii care au urmat, Metrom a terminat în mijlocul terenului superior. La sfârșitul sezonului 1995/96, cel mai bun loc din istoria clubului a fost obținut cu locul trei. Creșterea în Divizia A a ratat clar cu unsprezece puncte în spatele Oțelul Târgoviște.

### Desfiintarea
Clubul nu a putut construi pe acest succes în ligă. Clubul a alunecat la mijlocul terenului. În sezonul 2000/01 a ajuns în optimile de finală ale Cupei României învingând echipa de prima ligă Astra Ploiești, dar a fost eliminat acolo împotriva FC Național București. După încheierea sezonului, Metrom și-a vândut licența retrogradatului Cimentul Fieni și i-a luat locul în Divizia C. Acolo clubul a încheiat sezonul 2001/02 pe primul loc.
- Romeo Zamfiriu (1985-1994)
- Sorin Șișcă
- Adrian Furnica (1969–1976)
- Marian Paraschivescu (1971–1973)
- Stelian Anghel (1971–1972)
- Dan Păltinișanu (1972–1973)
- Nicușor Bucur (1974–1975)
- Adrian Măsar (1989–1993, 1994-1995)
- Giani Belean (1989-1990, 1994-1995, 1996-1997, 1997-1998)
- Zold Lajos (1989–1990)
- Florin Beraru (1989–1990)
- Răzvan Pancu (1991–1992)
- Daniel Bona (1994-1996)
- Cornel Ioan Coman (2001-2002)
- Florin Harap (2001-2003)
- Cristian Coteanu (1999-2001)
- Constantin Constantinescu (2000–2001)
- Florin Manea (2000–2001)
- Virgil Marsavela (1996-2000, 2000-2001)
- Cristian Strelțov (1997–1998, 1999-2000)
- Ion Mihai (1997-1998); (1998-1999)
- Vasile Elca (1998–1999)
- Vasile Tătarciuc (1998-2001)
- Alexandru Marginean (1997–1998)
- Ionel Cazangiu (1994-1995, 1998-1999)
- Florin Stângă (1999–2001)
- Ovidiu Constantin Panaitescu (1996–1997)
- Gigi Gorga (1997–2000)
- Gabriel Mirceoiu (1990–2002)
- Florin Dârvăreanu (1990–2002)
- Petre Deselnicu
- Ovidiu Clinci (1994–1995)
- Ovidiu Voicu (1994-1995, 1997-1998)
- Eduard Voicu (1997-1998)
- Decu Costea (1994-1995, 1995-1996)
- Cornel Visan (1997–1998)
- Liviu Ciugolia

## Antrenori cunoscuți
- Gabriel Stan (1988–1995)
- Eugene Moldovan (1994–1996)
- Virgil Roșu (1998–1999)

## Palmares
```
 
Divizia C
```

 Campioni (3): 1939, 1966, 1972, 1991